# Abedin Zumberi
Abedin Zumberi lub Abedin Ziberi (mac. Абедин Зумбери, Абедин Зибери; ur. 28 kwietnia 1963 w Slupczanem) – północnomacedoński polityk pochodzenia albańskiego, deputowany do Zgromadzenia Republiki Macedonii.

## Życiorys
Pracował jako magazynier w zakładzie tytoniowym Kiro Burnaz w Kumanowie, 3 maja 2001 roku dołączył do Armii Wyzwolenia Narodowego i w jej ramach brał udział w konflikcie w Tetowie.
Zasiadał w Zgromadzeniu Republiki Macedonii, należał do grup parlamentarnych ds. współpracy z parlamentami Mongolii, Republiki Serbii oraz Królestwa Szwecji.